# 1998 au Nouveau-Brunswick
Chronologie du Nouveau-Brunswick
- 1994
- 1995
- 1996
- 1997
- 1998
- 1999
- 2000
- 2001
- 2002

Cette page concerne des événements d'actualité qui se sont produits durant l'année 1998 dans la province canadienne du Nouveau-Brunswick.

## Événements
- Création du Prix Éloizes.
- Création du Refuge d'oiseaux d'Inkerman.
- Fondation du Titan d'Acadie-Bathurst.
- 4 au 10 janvier : Verglas massif au Nouveau-Brunswick.
- 26 janvier : ouverture de la ligne du Chemin de fer de la côte est du Nouveau-Brunswick.
- Du 2 avril au 13 novembre : la députée de Saint-John Elsie Wayne devient chef par intérim du Parti progressiste-conservateur du Canada et la première femme néo-brunswickoise à devenir chef du Parti fédéral.
- 11 mai : Yvon Lapierre, A.M. DiGiacinto, Jules Boudreau, Rupert Bernard et Brian Murphy sont élus respectivement maires de Dieppe, Fredericton, Maisonnette Miramichi et Moncton et Shirley McAlary est réélu maire de Saint-Jean lors des élections municipales.
- 14 mai : Camille Thériault succède à Joseph Raymond Frenette comme premier ministre.
- 5 juin : Stéphanie Cyr, une jeune femme de 18 ans est portée disparue à Edmundston. Avant sa disparition, elle aurait été victime d'intimidation. Elle reste introuvable malgré les recherches[1].
- 9 juin : Une explosion dans la raffinerie d'Irving Oil de Saint-Jean fait une victime[2].
- 19 octobre : les progressiste-conservateurs Brad Green et le chef Bernard Lord remportent l'élection partielle de Fredericton-Sud et de Moncton-Est et le libéral Shawn Graham celle de Kent[3].

## Décès
- 23 juin : Leonard Jones, homme politique.
- 17 septembre : Lionel Daigle, musicien et prêtre.
- 15 novembre : Martin Pître, écrivain et journaliste.